# نادي برث غلوري للسيدات
برث غلوري إف سي (بالإنجليزية: Perth Glory FC) هو نادي كرة قدم أسترالي تأسس في 2008، يقع مقره الرئيسي في برث، ويلعب في الدوري الأسترالي للسيدات.

## وصلات خارجية
- الموقع الرسمي